# مدرسة الشرطة بحيدرة
مدرسة الشرطة بحيدرة هي أحد مراكز تكوين الشرطة الجزائرية، تم إنشائها لتلبية الحاجيات التكوينية للشرطة الجزائرية وذلك بحيدرة بالجزائر العاصمة.